# Institut auf dem Rosenberg
Institut auf dem Rosenberg (indregistreret navn: Institut auf dem Rosenberg – The Artisans of Education, ofte betegnet som Rosenberg) er en privat, international kostskole med hjemsted i St. Gallen, Schweiz. Skolen blev grundlagt i 1889 og er en af de ældste og førende internationale privatskoler for elever mellem 6 og 19 år. Skolen ligger mellem den nærliggende Bodensø på den ene side og Alpsteinbjergene på den anden side. Skolen ejes og drives af familien Gademann.

## Historie
Institut auf dem Rosenberg blev grundlagt i 1889 af Ulrich Schmidt og var oprindeligt navngivet efter ham, Institut Dr. Schmidt. Efter grundlæggerens død i 1924 blev skolen overtaget af familien Gademann 1944 og omdøbt. Familien Gademann ejer skolen i fjerde generation. Skolens motto: „At lære at leve er det endelige mål for al undervisning“ (et citat fra den schweiziske pædagog Johann Heinrich Pestalozzi) er grundlaget for skolens læringsfilosofi.

## Akademisk læreplan
Institut auf dem Rosenberg tilbyder en international læreplan, som forbereder eleverne til et bredt spektrum af eksterne prøver, inklusiv IGCSE, A-Levels, Advanced Placement (AP), IB (International Baccalaureate) samt GIB DP Programme (German International Baccalaureate).
Derudover er Institut auf dem Rosenberg et officielt testcenter for CEFR A1-C2 (inklusiv Cambridge, Goethe, DELF), SAT og IELTS. Som kerneprogram underviser Institut auf dem Rosenberg i Rosenberg International Curriculum (RIC), en international anerkendt læreplan. Lærer-elevforholdet på 1 : 2 og den lave klassestørrelse med gennemsnitligt 8 elever sikrer maksimal fleksibilitet og individuel opmærksomhed. Individual Development Plan (IDP) sikrer, at elevernes interesser og ambitioner afstemmes nøjagtigt efter hinanden og af IDP-specialisterne målrettes mod universitetet og yderlige bestræbelser.
- International Baccalaureate (IB)
- German International Baccalaureat (GIB)
- British IGCSE og GCE A-Level
- American High School Diploma and Advanced Placement Courses

## Rosenberg Experience
Rosenberg Experience er et specielt program, som tilbyder elever fra 6 – 18 år mulighed for at deltage i studenterlivet med andre studerende på Rosenberg og få en enestående oplevelse med kostskole og undervisning. Dette kursus er for studerende, som sigter mod at blive optaget på skolen og lære undervisningsformen og den holistiske filosofi at kende og at opleve atmosfæren på den velrenommerede skole.

## Kendte dimittender
Til instituttets alumni hører direktører, politikere, videnskabsmænd, designere samt medlemmer af internationale kongefamilier og kejserlige dynastier. Skolen følger strengt databeskyttelsesreglerne og bekræfter eller dementerer ingen navne på aktuelle eller tidligere elever med undtagelse af Mario J. Molina, nobelprismodtageren i kemi.

## Anerkendelse
Skolen blev i 2019 udmærket af Corporate Vision Magazine [23]som "mest velrenommerede internationale kostskole". Skolen er medlem af Swiss Federation of Private Schools (SFPS) samt af Swiss Group of International Schools (SGIS).